# Adolf Skowron
Adolf Skowron (ur. 23 lutego 1934 w Przemyślu, zm. 17 czerwca 1996) – polski siatkarz i trener siatkówki. Mistrz i reprezentant Polski.

## Życiorys
W barwach AZS-AWF Warszawa zdobył jako zawodnik pięć tytułów mistrza Polski (1956, 1957, 1958, 1959, 1960). Od 1960 prowadził Górnika Katowice (także jako grający trener) i zdobył z nim wicemistrzostwo Polski w 1961 oraz brązowe medale mistrzostw Polski w 1963 i 1964. Od 1967 do 1971 prowadził A-klasową drużynę Polonia Tychy.
W latach 1957–1958 zagrał w 19 spotkaniach reprezentacji Polski seniorów, m.in. wystąpił na akademickich mistrzostwach świata rozgrywanych w 1957 w Paryżu (tzw. Igrzyskach Uniwersyteckich), na których reprezentacja Polski zajęła 1. miejsce.
W 1960 ukończył studia w Akademii Wychowania Fizycznego w Warszawie. Pracował w katowickiej centrali górniczych związków zawodowych, gdzie odpowiadał za pion sportowy. Od początku lat 70. XX wieku był zatrudniony w Wyższej Szkole Wychowania Fizycznego w Katowicach (od 1979 Akademii Wychowania Fizycznego w Katowicach), tam do 1994 kierował Zakładem Piłki Siatkowej.